# 颱風杜蘇芮 (2017年)
颱風杜蘇芮（英語：Typhoon Doksuri，國際編號：1719，联合台风警报中心：WP212017，菲律賓大氣地球物理和天文服務管理局：Maring）为2017年太平洋颱風季第19個被命名的熱帶氣旋。「杜蘇芮」（韓語：독수리）一名乃由韓國提供，意為秃鹫、猛禽、狼鷹的一種。

## 發展過程
此風暴於9月11日凌晨3時被日本氣象廳評為熱帶低氣壓，再於早上9時發佈烈風警報，意即24小時內可能發展為熱帶風暴。而香港天文台則在12日8時將其升格為熱帶低氣壓，預計將會增強至颱風级或強颱風级，並移向海南島一帶，並於越南登陸，意味著香港可能會受到奎明效應影響。中國中央氣象局於12日下午2時，率先將該其升格為熱帶風暴；日本氣象廳隨後於晚上將熱帶低氣壓21W正式升格為熱帶風暴，並命名為杜蘇芮，給予國際編號「1719」。初時，杜蘇芮受到泰利影響，其強度受到抑制，未能快速增強。不過杜蘇芮穿過菲律賓中部，進入南海後，很快就遠離了泰利，並開始增強。9月15日，杜蘇芮登陸越南，並迅速減弱。9月16日，中央氣象局將其降格為低壓區。聯合颱風警報中心對其發出最後警報。此時，杜蘇芮已完全消散。
中國國家氣象中心在2018年5月1日發佈的「2017年熱帶氣旋最佳路徑數據」中，把杜蘇芮的強度從每秒45米（每小時160公里）下調至每秒42米（每小時150公里），並把杜蘇芮的中心氣壓上調至955百帕斯卡。

## 影響

### 菲律賓
當地發出之最高風暴信號：一號風暴信號
此風暴已於菲律賓因山泥傾瀉及水浸造成4人死亡，多人失蹤。

### 台灣
台灣受中度颱風杜蘇芮的外圍下沉氣流影響，普遍温度升至32至34°C；花蓮、臺東等地間中出現焚風，温度升至32至34°C；而台灣東北部及北部則受颱風泰利影響，雨量偏多，氣溫較低，未有構成太大影響。

### 中國大陸
當地發布之最高颱風預警信號： 颱風橙色預警信號
當杜蘇芮仍為熱帶低壓及位於菲律賓以東海域時，因應熱帶氣旋泰利逐漸增強為颱風，國家氣象中心9月12日在早上6時同時對杜蘇芮及泰利發佈颱風藍色預警，當時杜蘇芮位於馬尼拉以東約205公里。雖然杜蘇芮當時仍未對中國沿海構成威脅，但由於泰利在12日進一步逼近浙江一帶，國家氣象中心在下午6時發佈颱風橙色預警，當時杜蘇芮在海南文昌東南方約1130公里的呂宋島西部陸地上。

#### 广东
全省發布之最高颱風預警信號： 颱風藍色預警信號

#### 海南
- 全省發布之最高颱風預警信號： 颱風橙色預警信號
- 最接近當地位置：海南省之西南約115公里[9]

海南省氣象局於14日下午發布暴雨三級預警，部分地區有將近100毫米的暴雨；海南省氣象局於15日5時30分改為發佈暴雨四級預警，再於三小時後改為發佈颱風三級預警。

#### 廣西
全區發布之最高颱風預警信號： 颱風黃色預警信號

### 香港
受杜蘇芮及另一颱風泰利之外圍下沉氣流影響，9月12日普遍地區持續酷熱，東北季候風抵港反而加劇酷熱天氣，將軍澳更達36.2度；該天下午4時中西區、葵涌、荃灣、屯門、東涌、旺角、銅鑼灣7個空氣監測站的空氣質素健康指數錄得「10+」「嚴重」水平。天文台在13日下午5時發出「特別天氣提示」，指杜蘇芮會與香港保持超過600公里的距離，暫時對香港天氣的直接影響不大，仍會留意其動向。但受東北季候風及杜蘇芮共同影響，當晚離岸及高地風勢稍為增強，間中吹強風；而橫欄島之最高持續風速一度錄得強風。但由於杜蘇芮距離香港較遠，加上當時風向仍為東北，境內主要受東北季候風影響，香港天文台未有發出熱帶氣旋警告信號，而於9月14日凌晨3時15分發出強烈季候風信號，早上離岸持續吹強風。隨着風勢逐漸緩和，天文台在9月14日早上10時15分取消強烈季候風信號。此外，杜蘇芮是近年非常少數令澳門氣象局懸掛風球但香港天文台沒有發出熱帶氣旋警告信號的熱帶氣旋，上一次是2005年熱帶風暴天鷹。

### 澳門
- 當地懸掛之最高熱帶氣旋信號： 一號風球
- 最接近當地時間：2017年9月14日下午4時
- 最接近當地位置：澳門之西南偏南約680公里
- 瞬間最低：993.9hpa（2017年9月14日 17:36）

地球物理暨氣象局在9月13日中午表示，杜蘇芮在當日晚間會進入澳門的800公里範圍內，屆時將會懸掛熱帶氣旋信號；及後在下午5時表示6時會懸掛一號風球。氣象局在下午6時懸掛一號風球，當時杜蘇芮集結在東南偏南約750公里，並表示當日改掛較高風球機會不大。氣象局在9月14日上午6時45分發出「特別報告」，表示由於橋上風力間中達到強風程度及有陣風，駕駛人士特別是電單車駕駛者須注意行車安全。隨後在上午11時提醒市民當日及翌日（15日）適逢天文潮，當出現較頻密的驟雨時，低窪地區可能會出現水浸。氣象局在下午3時45分表示預料一號風球將維持一段時間；隨後在晚上10時表示一號風球將在晚間維持。氣象局在9月15日凌晨4時表示未來數小時將除下所有熱帶氣旋信號；最終於9月15日上午6時30分除下所有風球。

### 越南
杜蘇芮下午以颱風级别登陸越南中部，登陸時中心最高持續風速為每小時135公里。越南當局表示，風暴至少造成六人死亡。杜蘇芮吹襲越南期間，中部河靜省、廣平省、義安省等地出現特大暴雨，數萬棟房屋的屋頂被吹翻，多處通訊中斷，死者包括被碎片擊中、從高處墮下及跌入河流溺斃，另有十多人受傷。
受風災影響地區已疏散近八萬人，當局又指雖然杜蘇芮風眼晚上已移入老撾，但多條河流水位上漲，可能引發山洪及泥石流。 

### 馬來西亞
受杜蘇芮的外圍影響，檳城普降暴雨。

## 熱帶氣旋警告使用紀錄

### 菲律賓
| 菲律賓大氣地球物理和天文服務管理局 風暴信號 | 菲律賓大氣地球物理和天文服務管理局 風暴信號 | 菲律賓大氣地球物理和天文服務管理局 風暴信號 |
| ------------------------------------------- | ------------------------------------------- | ------------------------------------------- |
| 上一熱帶氣旋                                | 一號風暴信號                                | 下一熱帶氣旋                                |
| 熱帶風暴古超                                | 一號風暴信號                                | 颱風卡努                                    |

### 中國大陸
| 國家氣象中心 颱風預警信號 | 國家氣象中心 颱風預警信號 | 國家氣象中心 颱風預警信號 |
| ------------------------- | ------------------------- | ------------------------- |
| 上一熱帶氣旋              | 颱風藍色預警信號          | 下一熱帶氣旋              |
| 熱帶風暴古超              | 颱風藍色預警信號          | 強颱風卡努                |
| 颱風帕卡                  | 颱風橙色預警信號          | 強颱風卡努                |
| 強热带风暴瑪娃            | 颱風黃色預警信號          | 強颱風卡努                |

### 澳門
| 地球物理暨氣象局 熱帶氣旋信號 | 地球物理暨氣象局 熱帶氣旋信號 | 地球物理暨氣象局 熱帶氣旋信號 |
| ----------------------------- | ----------------------------- | ----------------------------- |
| 上一熱帶氣旋                  | 一號風球                      | 下一熱帶氣旋                  |
| 強烈熱帶風暴瑪娃              | 一號風球                      | 熱帶低氣壓22W                 |

## 外部連結
| 太平洋颱風季             |
| 主題頁 - 專題 - 編輯指南 |

- （英文）颱風2000：各氣象部門對杜蘇芮的預測路徑集合 （页面存档备份，存于）
- （英文）美國太空總署：相關資料 （页面存档备份，存于）
- （日語）日本氣象廳：數位颱風網資料（日文版 （页面存档备份，存于）、英文版 （页面存档备份，存于））、1719最佳路徑數據（日文版 （页面存档备份，存于）、英文版）、2017年熱帶氣旋最佳路徑圖（日文版 （页面存档备份，存于）、英文版 （页面存档备份，存于））、2017年熱帶氣旋最佳路徑數據 （页面存档备份，存于） （页面存档备份，存于）
- （英文）美國聯合颱風警報中心：21W最佳路徑數據 （页面存档备份，存于）、最佳路徑圖 （页面存档备份，存于） （页面存档备份，存于）
- （英文）美國海軍研究實驗室：21W檔案 （页面存档备份，存于）
- （简体中文）中國國家氣象中心：2017年熱帶氣旋最佳路徑數據 （页面存档备份，存于）
- （繁體中文）臺灣交通部中央氣象局：颱風資料庫——
- （繁體中文）香港天文台：2017年9月熱帶氣旋概述 （页面存档备份，存于）、實時天氣稿（9月12日 （页面存档备份，存于）－13日 （页面存档备份，存于）－14日 （页面存档备份，存于）－15日 （页面存档备份，存于）－16日 （页面存档备份，存于））
- （繁體中文）澳門地球物理暨氣象局：2017熱帶氣旋年報：颱風卡努
- （英文）菲律賓大氣地球物理和天文管理局：熱帶氣旋發佈存檔 （页面存档备份，存于）、《2017年熱帶氣旋路徑年報》 （页面存档备份，存于）